# Weltmeisterschaften im Bogenschießen 1963
Die Weltmeisterschaften im Bogenschießen 1963 wurden vom 24. bis 27. Juli in der finnischen Hauptstadt Helsinki ausgetragen.

## Ergebnisse Recurvebogen
| Disziplin         | Gold                                                            | Silber                                             | Bronze                                                |
| ----------------- | --------------------------------------------------------------- | -------------------------------------------------- | ----------------------------------------------------- |
| Männer Einzel     | Charles Sandlin                                                 | Joseph Thornton                                    | David Keaggy                                          |
| Frauen Einzel     | Victoria Cook                                                   | Nancy Vonderheide                                  | Marjatta Niemi                                        |
| Männer Mannschaft | Vereinigte Staaten Charles Sandlin Joseph Thornton David Keaggy | Frankreich André Isabey Jacques Becken J. Giro     | Schweden Arne Ljungqvist Bertil Olsson Bengt Eliasson |
| Frauen Mannschaft | Vereinigte Staaten Victoria Cook Nancy Vonderheide Helen Nelson | Finnland Marjatta Niemi Marie Lindholm Aino Yrjola | Großbritannien Shirley Lyons Shirley Kemp Ann Brien   |

## Medaillenspiegel
| Platz  | Land               | Gold | Silber | Bronze | Gesamt |
| ------ | ------------------ | ---- | ------ | ------ | ------ |
| 1      | Finnland           | 4    | 2      | 1      | 7      |
| 2      | Vereinigte Staaten | –    | 1      | 1      | 2      |
| 3      | Frankreich         | –    | 1      | –      | 1      |
| 4      | Großbritannien     | –    | –      | 1      | 1      |
| 4      | Schweden           | –    | –      | 1      | 1      |
| Gesamt | Gesamt             | 4    | 4      | 4      | 12     |